# Optimal Press
Optimal Press, ofta kallat Optimal, var ett svenskt serieförlag som startades av Ingemar Bengtsson och Mikael Tegebjer 1991. Mikael Tegebjer lämnade förlaget vid årsskiftet 1997–1998 och startade då istället Jemi förlag.
Förlaget har sedan starten introducerat ett stort antal svenska "alternativserieskapare" samt ett antal norska, danska och inte minst finska dito. Fram till 2012 har man fått motta elva Urhundenplaketter för årets bästa originalsvenska eller översatta seriealbum.
I januari 2013 meddelades att förlaget lägger ner utgivningen. Man har dock fortsatt försäljningen av böckerna i lager.

## Historik

### De första åren
Förlaget grundades 1991, av duon Ingemar Bengtsson och Mikael Tegebjer. De hade båda två en bakgrund inom seriefandom och var del av Bild & Bubblas redaktion. De första utgåvorna var av serieskapare ur en ny "alternativseriegeneration", till stor del med rötter i den svenska 1980-talsfloran av svenska seriefanzin. Utgivningen kompletterades med albumutgåvor från mer etablerade serienamn som Åke Forsmark, Magnus Knutsson och Ulf Jansson. Tidigt breddades intresset även till andra nordiska länder. Kati Kovács' Karu cell (1997) var den första i en lång rad utgåvor av nyare finska serienamn på förlaget.
| 1998 gick förlagets grundare skilda vägar. På bokmässan samma år fanns montrar från både Ingemar Bengtssons Optimal Press (t.v.) och Mikael Tegebjers Jemi förlag (t.h.). |  | 1998 gick förlagets grundare skilda vägar. På bokmässan samma år fanns montrar från både Ingemar Bengtssons Optimal Press (t.v.) och Mikael Tegebjers Jemi förlag (t.h.). |
| 1998 gick förlagets grundare skilda vägar. På bokmässan samma år fanns montrar från både Ingemar Bengtssons Optimal Press (t.v.) och Mikael Tegebjers Jemi förlag (t.h.). |  | |

### Duon separerar
Efter vissa åsiktsskiljaktigheter om förlagsinriktningen splittrades förlagsduon i början av 1998, då Mikael Tegebjer lämnade förlaget för att starta eget. Det nya förlaget – Jemi förlag – gav under sin knappt treåriga existens ut album med ett urval serieskapare tidigare aktiva hos Optimal. Dessa återkom i stor utsträckning till Optimal, efter Jemi förlags nedläggning i slutet av år 2000.

### Nedläggning och omstart
I början av januari 2006 beslutade Ingemar Bengtsson att lägga ned förlaget, efter en tids hälsoproblem och ekonomiska bekymmer. På Seriefrämjandets e-postlista hälsade han att "Efter 15 års utgivning har jag beslutat mig för att det får räcka med de 96 böcker som Optimal Press har lyckats ge ut. Det var inte något lätt beslut att fatta, men de senaste månaderna har gjort att jag har bestämt mig. Jag kommer aldrig mer att jobba med ett förlag där jag själv står för de ekonomiska riskerna." Optimal fortsatte dock sin försäljning av gamla album. 
Han återkom dock våren 2007 med ny utgivning och fortsatte därefter med i snitt ett knappt tiotal utgåvor per år. I ett inlägg på Seriefrämjandets webbforum den 12 mars 2007 informerade Bengtsson om vårens första boksläpp, och kommenterade sin återkomst: "Optimal har aldrig varit helt dött, verksamheten gick bara på sparlåga under 2006. /…/ Men som ni ser kunde jag inte hålla mig borta längre."

### Nedläggning
I början av 2012 hamnade förlaget i ekonomiska bekymmer, vilka dock lättades efter en framgångsrik reakampanj under vintern och våren. Under hösten förvärrades dock de ekonomiska problemen, och 29 januari 2013 meddelade man att man lägger ner förlagsverksamheten (för andra gången). Då hade man under de drygt 21 åren (augusti 1991–oktober 2012) sedan starten 1991 publicerat 151 album med totalt 18 179 sidor.

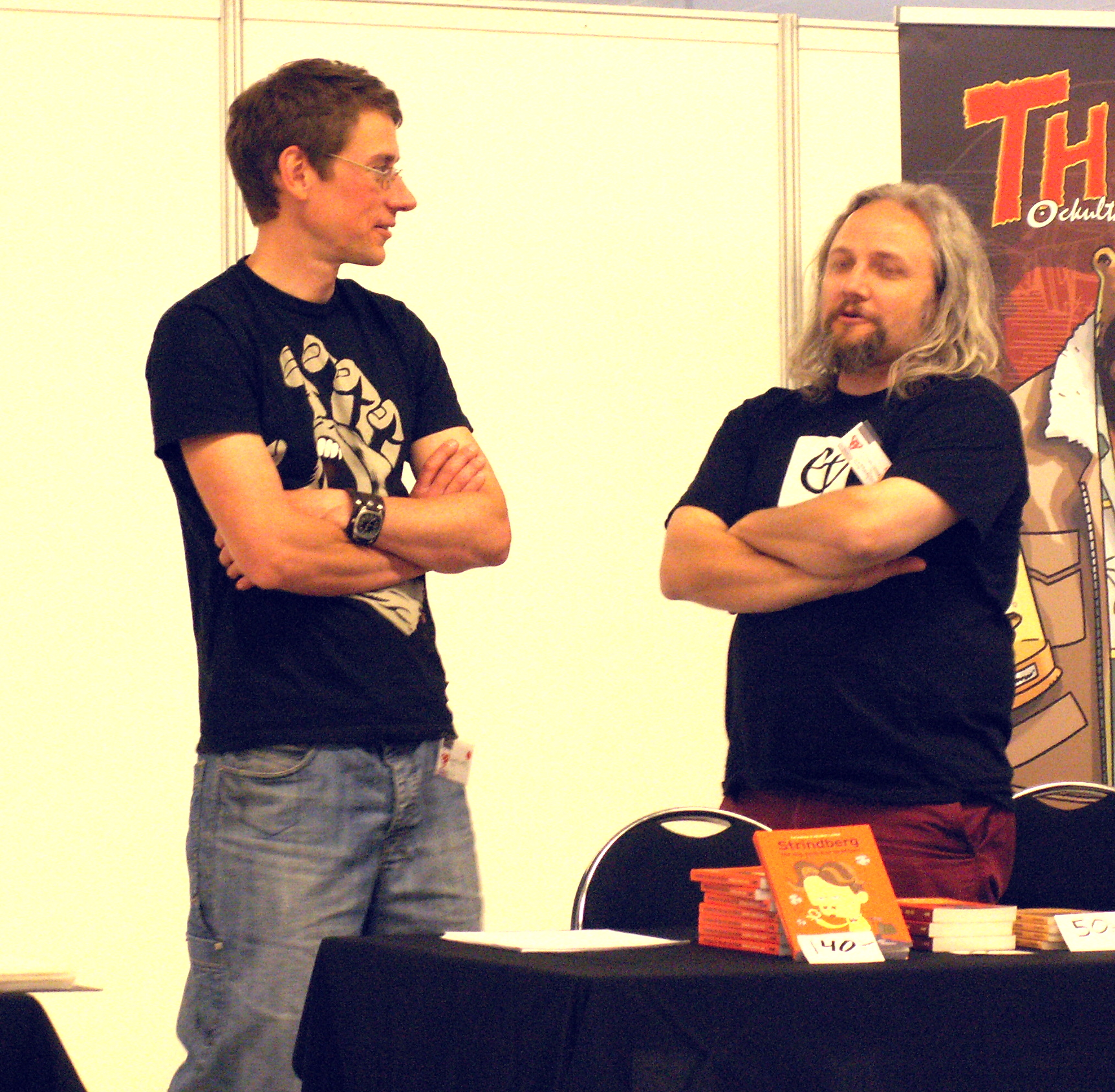
Henrik Lange och Mikael Tegebjer, 2012, den ene med två album på Optimal, den andre en av förlagets grundare.

### Medarbetare
Formgivare av förlagsutgåvorna har i princip sedan starten varit reklamaren och illustratören Nicolas Križan, även han med ett förflutet i 1980-talets seriefandom. Križan arbetade även med formgivningen av Jemi förlags utgåvor, under det förlagets existens. Två andra mångåriga medarbetare har varit webbredaktören Björn Schagerström och översättaren (från finska) Jocke Laitala.

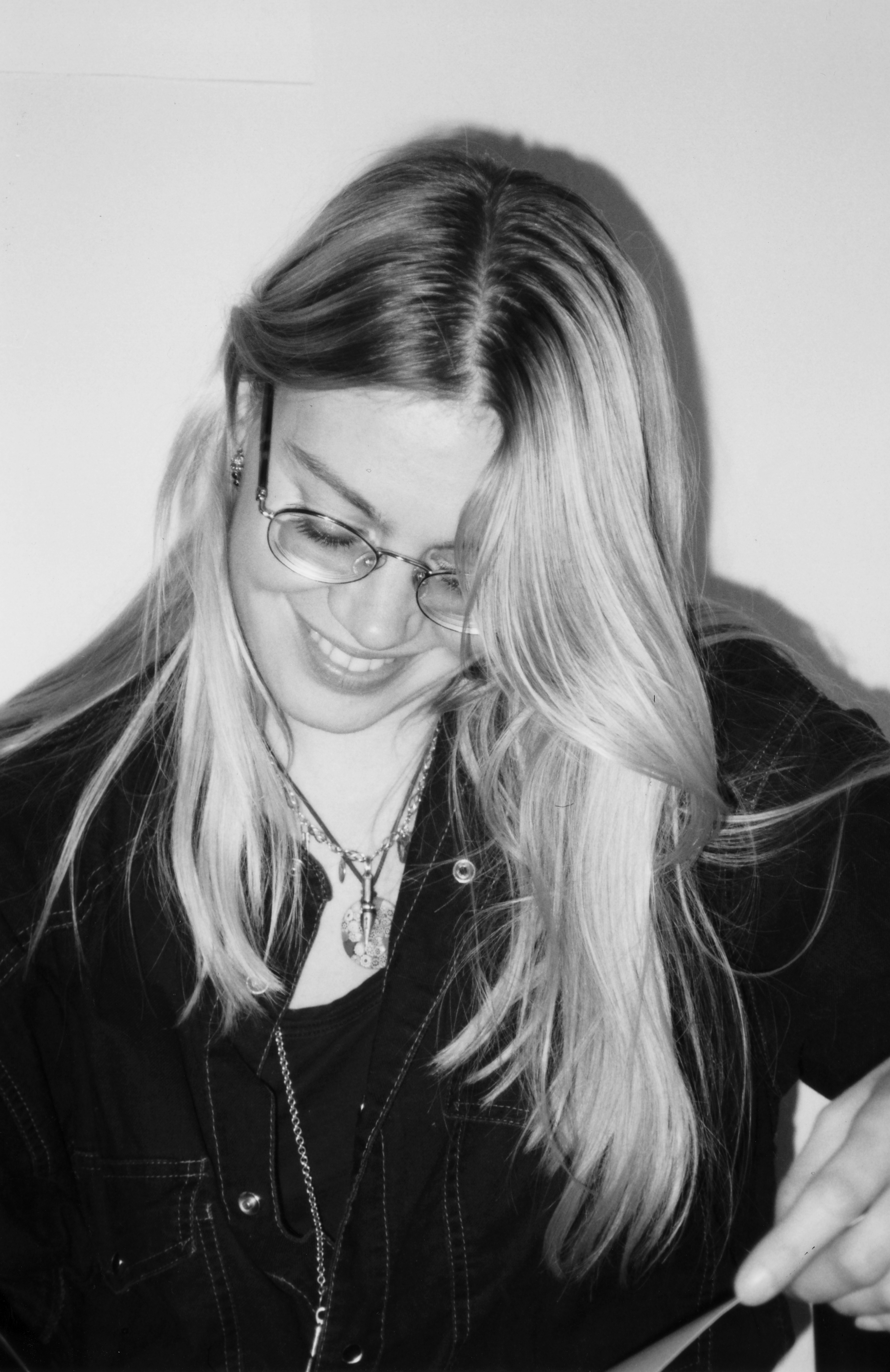
Kati Kovács, 1995. Kovács var ett av de återkommande nordiska namnen i förlagets katalog.

| Johan Wanloo och David Liljemark, två av de många svenska serieskaparna som synts hos Optimal Press. |  | Johan Wanloo och David Liljemark, två av de många svenska serieskaparna som synts hos Optimal Press. |
| Johan Wanloo och David Liljemark, två av de många svenska serieskaparna som synts hos Optimal Press. |  | |

## Inriktning
Förlaget har givit ut en mängd böcker, album och andra publikationer från ett flertal moderna, ofta svenska, serieskapare. Här kan nämnas Daniel Ahlgren, Åsa Grennvall, Gunnar Krantz, Henrik Lange, David Liljemark, Joakim Lindengren, Coco Moodysson, Maja Lindén, Johan Wanloo, samt Li Österberg tillsammans med Patrik Rochling.
Bland de icke-svenska serieskaparna finns främst norska (exempelvis Jason), danska (exempelvis Henrik Rehr) samt ett betydande antal finskspråkiga (ett av dem är Kati Kovács) namn. Dessutom har förlaget givit ut ett antal böcker av Midhat Ajanović, med skämtteckningar eller texter om animation.
En uppmärksammad utgivning är den av den återkommande, nästan årliga serieantologin Allt för konsten, som fr.o.m. tredje numret innehöll serieskapare från hela norden. Den har fram till 2012 kommit ut i totalt tio utgåvor. Både första (utgiven 1998) och fjärde (2003) delen har fått motta Seriefrämjandets Urhundenplakett – del 1 i den originalsvenska kategorin och del 4 i den översatta kategorin (innehållet inkluderade även nordiska serieskapare).

## Utgivning år för år
år – antal utgåvor (originalsvenska album + översatta album + övrigt)
- 1991 – 1 (1+0)
- 1992 – 3 (3+0)
- 1993 – 2 (2+0)
- 1994 – 6 (3+1+2[a])
- 1995 – 6 (3+2+1[b])
- 1996 – 7 (5+1+1[c])
- 1997 – 4 (3+1)
- 1998 – 5 (4+0+1[d])
- 1999 – 5 (3+1+1[e])
- 2000 – 7 (5+2)
- 2001 – 9 (4+3+2[f])
- 2002 – 13 (10[g]+3)
- 2003 – 10 (8[h]+2)
- 2004 – 12 (9[i]+3)
- 2005 – 11 (9[j]+1+1[k])
- 2006 – 0
- 2007 – 4 (1+2+1[l])
- 2008 – 6 (4[m]+2)
- 2009 – 6 (4[n]+1+1[o])
- 2010 – 10 (8[p]+1+1[q])
- 2011 – 16 (10[r]+6)
- 2012 – 13 (7[s]+3+3[t])

## Utmärkelser
- Urhunden för föregående års bästa svenska seriealbum – 1996, 1998, 1999, 2003, 2005, 2011
- Urhunden för föregående års bästa översatta seriealbum – 1998, 2001, 2002, 2004, 2008